# Leeds (Kent)
Leeds – wieś w Anglii, w hrabstwie Kent, w dystrykcie Maidstone. Leży 7 km na południowy wschód od miasta Maidstone i 59 km na południowy wschód od centrum Londynu. W 2015 miejscowość liczyła 2460 mieszkańców.